# هیرانو، اوساکا

بخش هیرانو (به ژاپنی: 平野区 Hirano-ku) یکی از مناطق ۲۴ گانه اوساکا در ژاپن است.